# Emiliano Zapata, Ixtacomitán
Emiliano Zapata är en ort i Mexiko.   Den ligger i kommunen Ixtacomitán och delstaten Chiapas, i den sydöstra delen av landet, 700 km öster om huvudstaden Mexico City. Emiliano Zapata ligger 95 meter över havet och antalet invånare är 540.
Terrängen runt Emiliano Zapata är kuperad. Runt Emiliano Zapata är det ganska tätbefolkat, med 67 invånare per kvadratkilometer. Närmaste större samhälle är Teapa, 18,6 km nordost om Emiliano Zapata. Trakten runt Emiliano Zapata består till största delen av jordbruksmark.